# L'Affaire Bettencourt : Scandale chez la femme la plus riche du monde (série télévisée)
L'Affaire Bettencourt : scandale chez la femme la plus riche du monde est une mini série télévisée consacrée à l'affaire Woerth-Bettencourt et à l'affaire Banier-Bettencourt, diffusée en novembre 2023 en exclusivité sur Netflix, où elle a recueilli une des plus fortes audiences, tous pays confondus, en se basant sur les véritables écoutes à la base de l'affaire qui avait fait les gros titres des médias une quinzaine d'années plus tôt.
Les auteurs Baptiste Etchegaray et Maxime Bonnet ont voulu raconter « un des plus grands scandales politico-financiers des années 2000 », parti au départ d'un « histoire tristement banale. Une femme âgée qui perd un peu sa tête, une partie de l’entourage qui commence à essayer d'en profiter ».

## Synopsis
L'Affaire Bettencourt : Scandale chez la femme la plus riche du monde est consacrée aux affaires éponymes,, du nom de la femme la plus riche du monde, dont la fille a craint qu'elle ne soit tombée sous la coupe du photographe François-Marie Banier qui a obtenu de la mère des « sommes colossales d'argent ». La série révèle les dessous d’un procès aux multiples déclinaisons et rebondissements, qui a duré au total bien des années et d'un « scandale politico-financier hors norme ». Liliane Bettencourt craint des révélations et son gestionnaire de la fortune lui assure dans les premières scènes du film avoir fait passer son hôtel particulier au peigne fin, sans trouver le moindre micro, sans se douter que son majordome a enregistré leurs conversations professionnelles avec un petit dictaphone dissimulé sous la nappe. Ses enregistrements mettent en évidence une évasion fiscale avec de vastes ramifications politico judiciaires. Ces enregistrements sont « savamment distillés au long des trois épisodes de 50 minutes », accompagnés d'éclairages en provenance des deux parties et « servent de base au documentaire », « qui se dévore comme une série à suspense ».

## Principaux personnages et intervenants
Liliane Bettencourt n'est pas interrogée dans le documentaire, sa fille non plus, mais son gestionnaire de fortune Patrice de Maistre y est interrogé longuement et à de nombreuses reprises. Les journalistes de Mediapart qui ont contribué à révéler l'affaire, Edwy Plenel et Fabrice Arfi, y sont également interrogés à de nombreuses reprises. 
Parmi les autres principaux protagonistes interrogés, plusieurs des journalistes qui ont traité de l’affaire à l’époque, Marie-France Etchegoin et Tom Sancton,  tous deux « auteurs de livres de référence sur le sujet, », ou encore   le psychiatre qui a mené l’expertise de Liliane Bettencour et le juge Philippe Courroye, procureur de Nanterre à l’époque, s'exprime  « pour la première fois à la télévision ».
La comptable de Liliane Bettencourt, Claire Thibout, lanceuse d'alerte à l'origine de l'affaire, s'y exprime de nombreuses fois aussi, mais via des images d'archives. Liliane Bettencourt s'exprime à de nombreuses reprises via les enregistrements de ses conversations avec son gestionnaire de fortune Patrice de Maistre, réalisées à son insu et à celui de Patrice de Maistre. Son avocat Georges Kiejman s'exprime à plusieurs reprises dans le documentaire.

## Audience
Un jour à peine après sa diffusion sur Netflix, L’affaire Bettencourt : Scandale chez la femme la plus riche du monde a réussi l’exploit de décrocher la première place du classement de la plateforme de streaming. La série a ainsi détrônée la création américaine "Toute la lumière que nous ne pouvons voir", numéro un dans le classement des programmes les plus visionnés dans le monde.
Grâce à « un format dense et rythmé en 3 épisodes », rapidement, ce documentaire Netflix « rencontre le succès » et « s’est hissé à la tête des audiences de la plateforme de streaming en l’espace de cinq jours. » au point de figurer en deuxième position dans le top 10 mondial des séries non anglo-saxonnes et d'avoir été visionnée 3,8 millions de fois en quatre jours, pour une durée de 9,5 millions d’heures.

## Accueil
L'accueil de la presse a été très largement positif. Le magazine féminin   Marie-France l'a jugé « super bien fait » et Cosmopolitan, autre  magazine féminin, y a vu une « histoire familiale qui a passionné la France dans les années 2000 », analysée et décryptée   « via un mélange gagnant de reconstitutions et de véritables témoignages ». « Sans parti-pris », ce documentaire est devenu « le documentaire référent sur ce scandale d'état », a estimé le magazine Téléstar.